# Joan Armatrading (album)
Az 1976-os Joan Armatrading Joan Armatrading harmadik nagylemeze. Ez hozta meg számára az első sikereket a listákon, és egyetlen Top 10-es dalát, a Love and Affection-t. Az album maga a 12. helyig jutott a Brit albumlistán, és az Egyesült Királyságban aranylemez lett. Amerikában a 67. helyet szerezte meg a Billboard 200 listán.
Szerepel az 1001 lemez, amit hallanod kell, mielőtt meghalsz című könyvben.

## Az album dalai
|     | Cím                    | Szerző(k)        | Hossz |
| --- | ---------------------- | ---------------- | ----- |
| 1.  | Down to Zero           | Joan Armatrading | 3:51  |
| 2.  | Help Yourself          | Joan Armatrading | 4:04  |
| 3.  | Water With the Wine    | Joan Armatrading | 2:48  |
| 4.  | Love and Affection     | Joan Armatrading | 4:28  |
| 5.  | Save Me                | Joan Armatrading | 3:35  |
| 6.  | Join the Boys          | Joan Armatrading | 4:48  |
| 7.  | People                 | Joan Armatrading | 3:30  |
| 8.  | Somebody Who Loves You | Joan Armatrading | 3:33  |
| 9.  | Like Fire              | Joan Armatrading | 5:12  |
| 10. | Tall in the Saddle     | Joan Armatrading | 5:43  |

## Közreműködők
- Joan Armatrading – ének, gitár
- Jerry Donahue – gitár
- Bryn Haworth – gitár, mandolin
- Jimmy Jewell – szaxofon
- Dave Markee – basszusgitár
- Tony Carr – dob
- B.J. Cole – steel gitár
- Graham Lyle – gitár
- Dave Mattacks – dob
- Brian Rogers – vonósok
- Peter Wood – orgona, zongora
- Kenney Jones – dob
- Leroy Champaign – háttérvokál